# Idem Paris
Pour plus de détails, voir Fiche technique et Distribution.
Idem Paris est un court métrage documentaire de 8 minutes réalisé en 2013 par David Lynch. Le tournage a eu lieu dans l'atelier d'impression d'art du même nom, Idem Paris, à Paris. Le film, « virtuellement sans paroles » documente le processus de lithographie. Le montage est de Noriko Miyakawa et le mixage de Dean Hurley.
Le film, tourné en vidéo numérique haute définition et présenté en noir et blanc, est diffusé sur YouTube. La critique cinématographique a comparé Idem Paris au premier long métrage de David Lynch, Eraserhead (1977), en raison des « images en noir et blanc très contrastées » de « l'accent mis sur une machinerie spécifique », et d'un éventail de sons fait de cliquetis et de sifflement ».